# Georges Brassov
Georges Mikhaïlovitch, comte Brassov (russe : Георгий Михайлович, граф Брасов), né le 24 juillet 1910 à Oudinka, mort accidentellement le 22 juillet 1931 à Auxerre, est le fils du grand-duc Michel de Russie et un neveu de Nicolas II de Russie. Il fut titré comte Brassov, puis prince de Russie.

## Famille
Fils du grand-duc Michel Alexandrovitch de Russie et de Natalia Cheremetievskaïa.

## Biographie

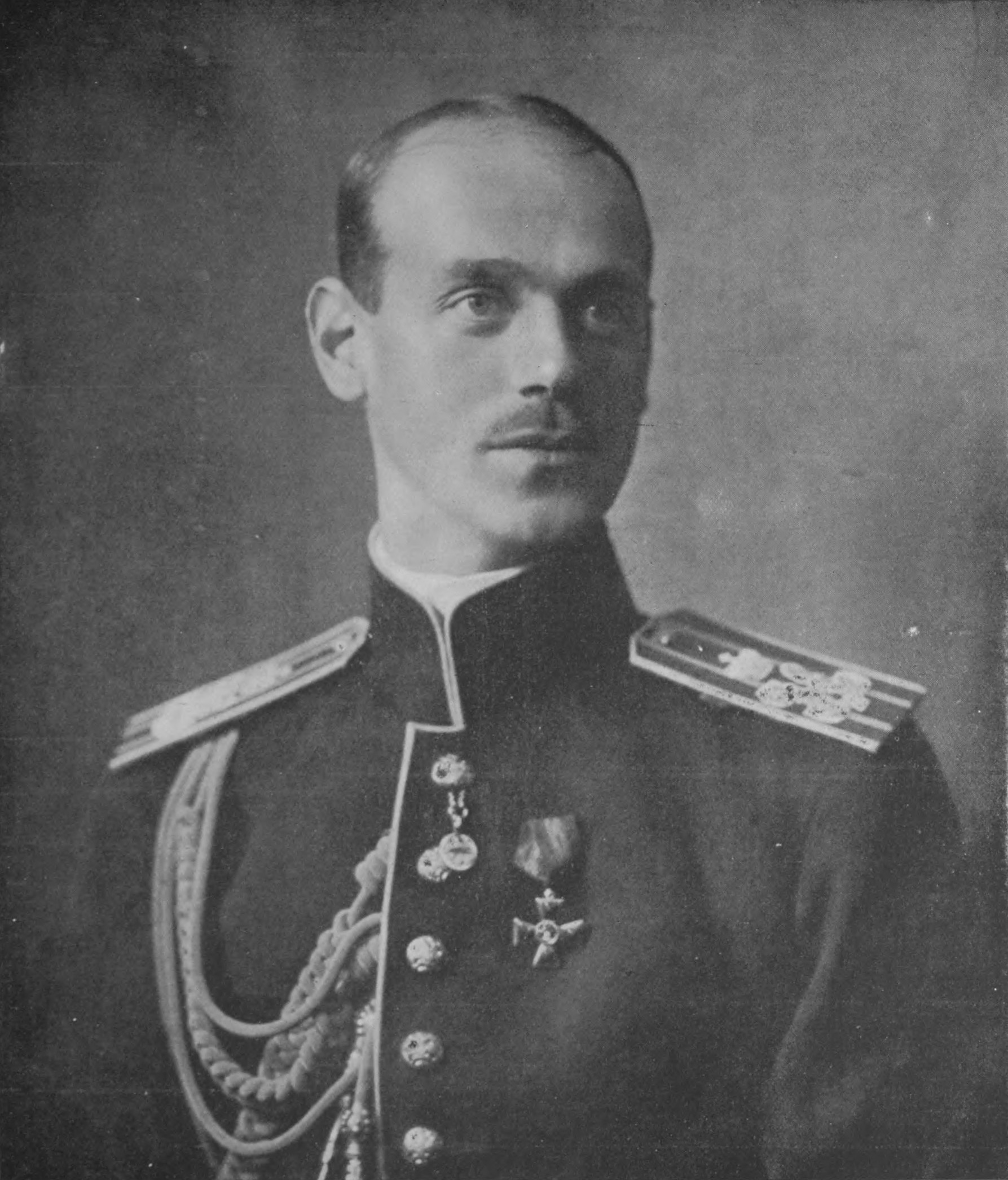
Le grand-duc Michel Alexandrovitch de Russie, père de Georges.

Georges Brassov naquit le 24 juillet 1910 à Oudinka près de Moscou, hors mariage. En souvenir de son oncle, le grand-duc Georges Alexandrovitch, décédé de la tuberculose le 9 août 1899, il reçoit le prénom de Georges (Guéorgui en russe).
Son père, le grand-duc Michel occupait alors le deuxième rang dans la ligne de succession au trône impérial après son neveu le tsarévitch Alexis. Celui-ci souffrant d'hémophilie, son entourage craignait son décès avant son accession au trône.
En vertu de la loi de succession en vigueur dans la Maison impériale, le père de Georges ne pouvait se marier sans le consentement de l'empereur. Ce consentement lui avait été refusé en raison des deux divorces de Natalia Cheremetievskaïa.
Pendant une visite du couple impérial à Spala en Pologne en 1912, le tsarévitch souffrit d'une hémorragie à la cuisse et à l'aine. S'il décédait, le grand-duc Michel aurait été dans l'obligation de faire un mariage dynastique, et ainsi, il s'empressa de s'unir à sa maîtresse le 16 octobre 1912, dans une église orthodoxe serbe de Vienne. Ce mariage ne pouvait être invalidé par les tribunaux impériaux, ni par les autorités de l'Église orthodoxe. Cette union fut perçue par la famille impériale comme un acte de lâcheté et de trahison envers l'Empire russe, d'autant plus que ce mariage avait eu lieu lors d'une crise grave du tsarévitch. Le grand-duc et sa famille furent donc exilés. Ils firent le tour de l'Europe et s'installèrent en Angleterre.

### Retour en Russie
À l'automne 1914, le grand-duc Michel demanda au tsar la permission de rentrer en Russie afin de rejoindre l'armée sur le front oriental. Cette demande fut acceptée et le grand-duc et les siens furent de retour en Russie. Le grand-duc fut promu général et décoré de l'ordre de Saint-Georges, la plus haute récompense militaire de l'Empire. Nicolas II titra Natalia Cheremetievskaïa, comtesse Brassova et Georges Mikhaïlovitch, comte Brassov. Bien que légitimé, celui-ci fut exclu de la succession au trône. Plus tard, en 1928, le grand-duc Cyrille lui accorda le titre de prince de Russie et à sa mère celui de princesse Romanovskaïa-Brassova.

### Révolution russe
Nicolas II abdiqua le 12 mars 1917 à la révolution de février en faveur de son frère Michel, et renonçant au trône aussi au nom de son fils le tsarévitch Alexis. Le grand-duc refusa le trône et le gouvernement provisoire prit le pouvoir. Georges Brassov et sa famille furent placés en résidence surveillée à Gatchina. Son père fut arrêté et exilé à Perm. À l'aube du 12 juin 1918, il fut exécuté sans jugement dans les environs de la ville par la Tchéka, son cadavre fut brulé et jamais retrouvé. Malgré l'arrestation de son mari, Natalia Brassova parvint à quitter la Russie en compagnie de son fils et d'une fille d'un premier mariage, Natalia Mamontova. Ils parvinrent à rejoindre l'impératrice douairière Marie, la mère du grand-duc, à Copenhague.
Les circonstances de la mort du grand-duc Michel ne furent connues qu'après le décès de son fils en 1931.

### L'exil
Georges et sa mère s'établirent à Londres. Le jeune garçon entra à la public school de Harrow. En 1927, sa mère quitta Londres pour Paris à cause de problèmes financiers, tandis que Georges terminait son année scolaire en Angleterre. Par la suite, Georges Brassov, qui ressemblait de plus en plus à son père, fut pensionnaire à l'école des Roches à Verneuil-sur-Avre en Normandie.

### Mort et inhumation
Georges Brassov décida de fêter la fin de ses études à la Sorbonne au cours de l'été 1931 et de partir pour le midi de la France avec son ami néerlandais, Edgar Moncanaar. Ensemble, ils planifièrent leur voyage de Paris à Cannes. Mais le 22 juillet 1931, la voiture dérapa et s'écrasa contre un arbre. Edgar Moncanaar qui conduisait la voiture fut tué, alors qu'il était âgé de dix-neuf ans. Quant à Georges, il fut emmené dans le coma à l'hôpital d'Auxerre, les fémurs fracturés, victime de graves lésions internes. Il décéda sans avoir repris connaissance deux jours avant son vingt-et-unième anniversaire.
Georges Mikhaïlovitch Brassov fut inhumé au cimetière de Passy (9e division) à Paris, derrière la place du Trocadéro. En 1952, sa mère décéda d'un cancer et fut inhumée aux côtés de son fils. Leur tombe est marquée d'une croix de pierre surmontant un tombeau de marbre vert et noir avec cette inscription en lettres d'or : Fils et épouse de SAI le grand-duc Michel de Russie.